# Синагога (Хуст)
Хустська синагога — чинна синагога в місті Хуст, Закарпатська область. 

## Історія
Побудована у 1878 році. Знаходиться на вулиці Незалежності, 11.
Всередині являє собою типову будівлю синагоги, три нефи. Всередині має дев'ять куполів.
Одна з небагатьох діючих синагог в Україні, єдина синагога в Закарпатті. Вона також зберегла початковий інтер'єр і розпис стін.
Хустська синагога завжди використовувалася громадою, і не була закрита за часів Радянського Союзу. Працює також єврейська школа.

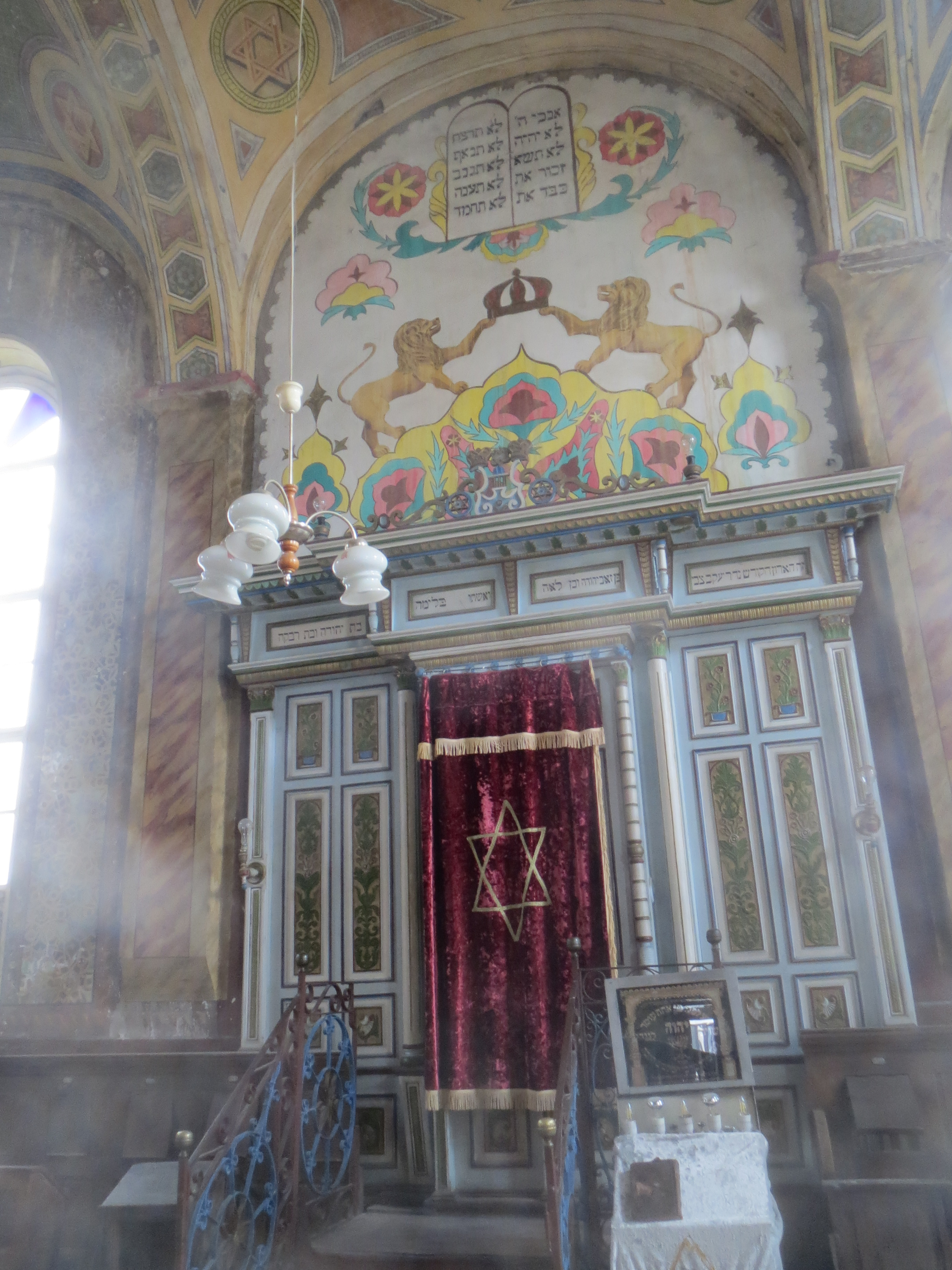
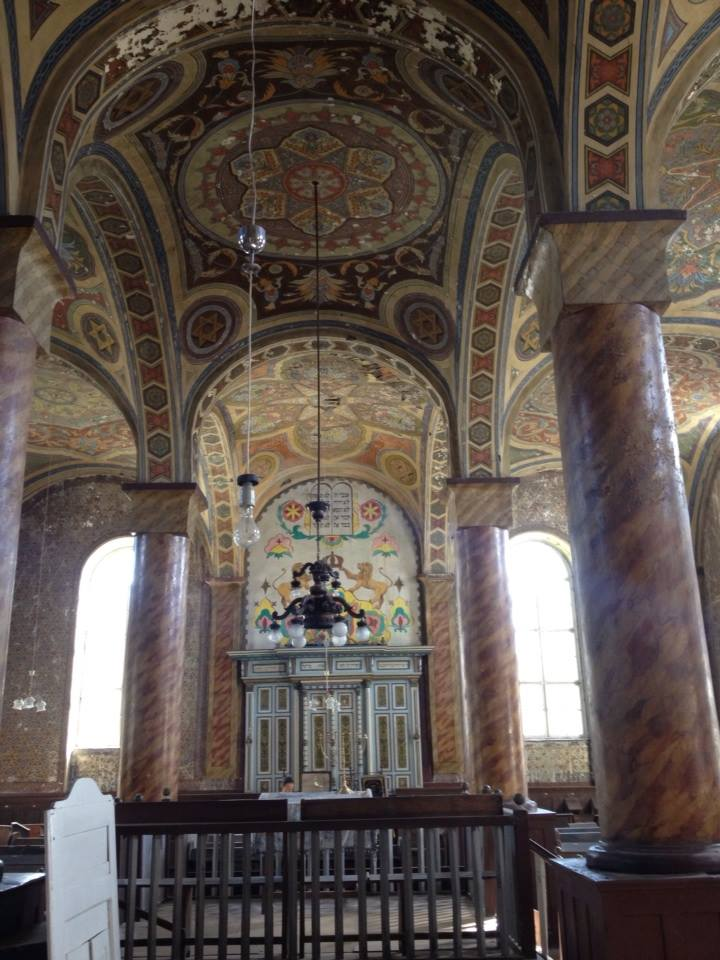
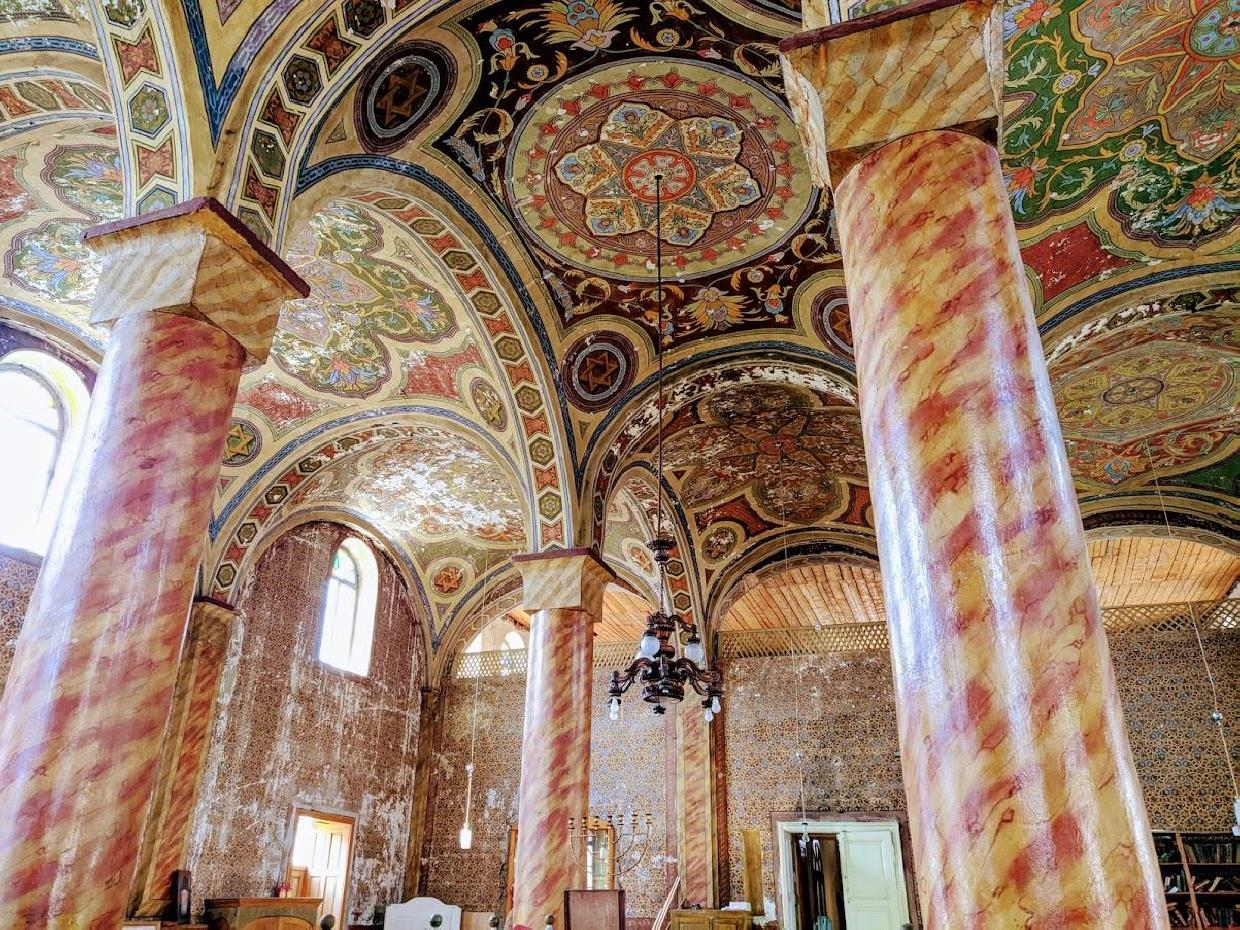
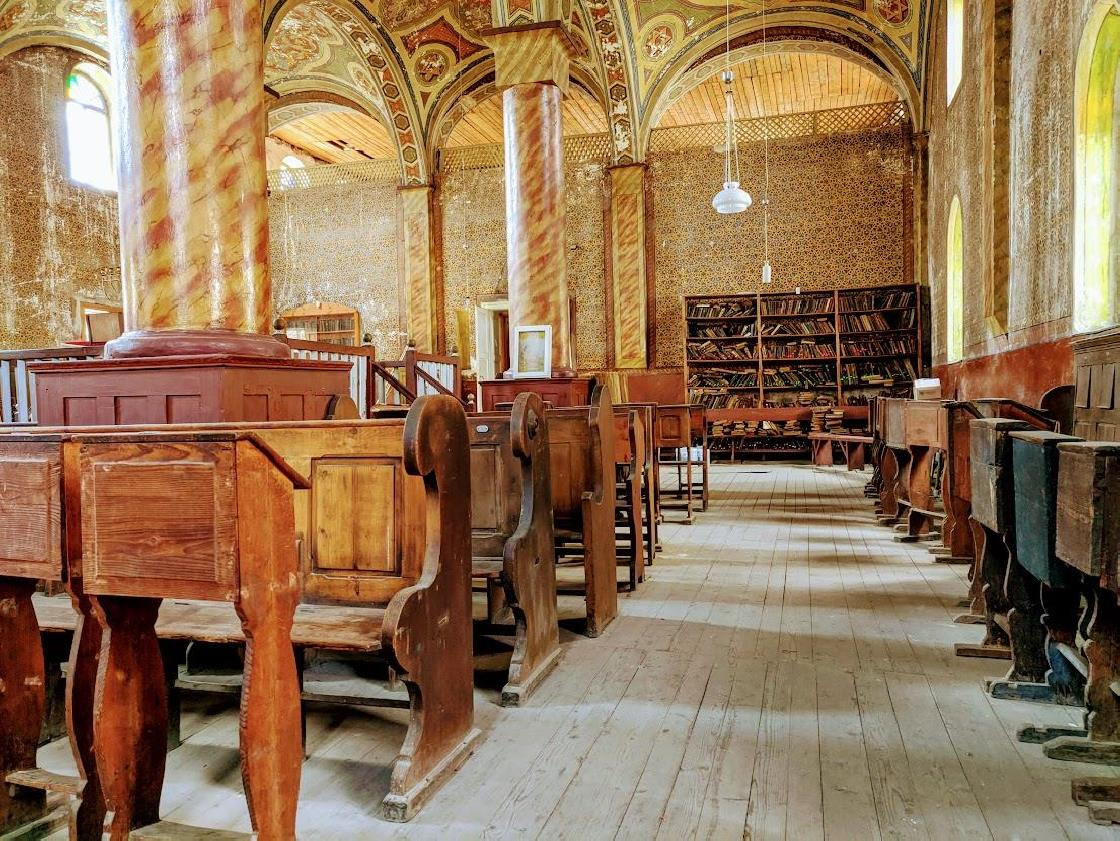
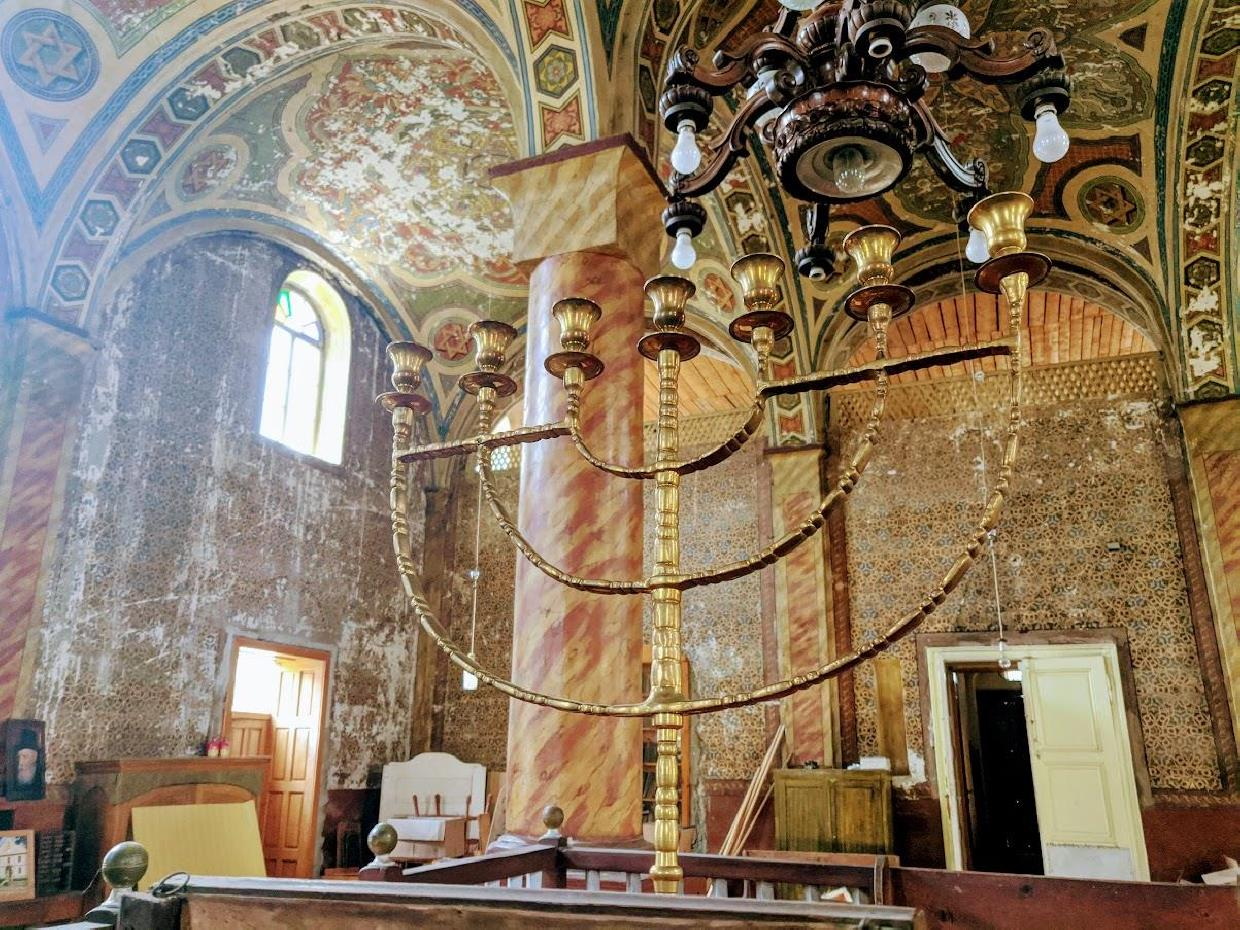